# Beerseli kastély

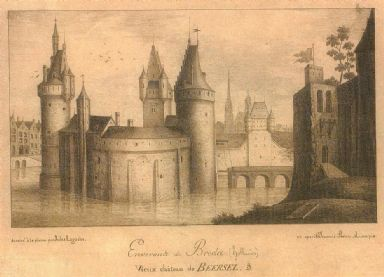
A Beerselil kastély egy 16-17. sz.-i metszeten

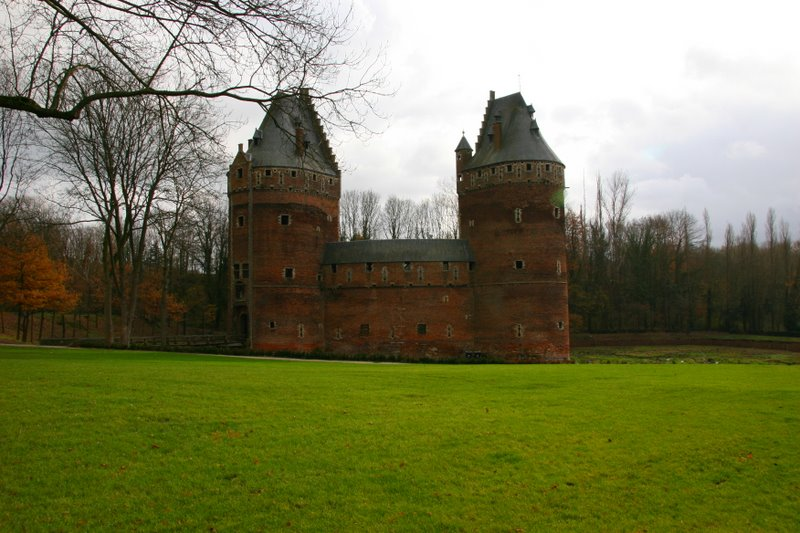
A kastély két fő tornya északról

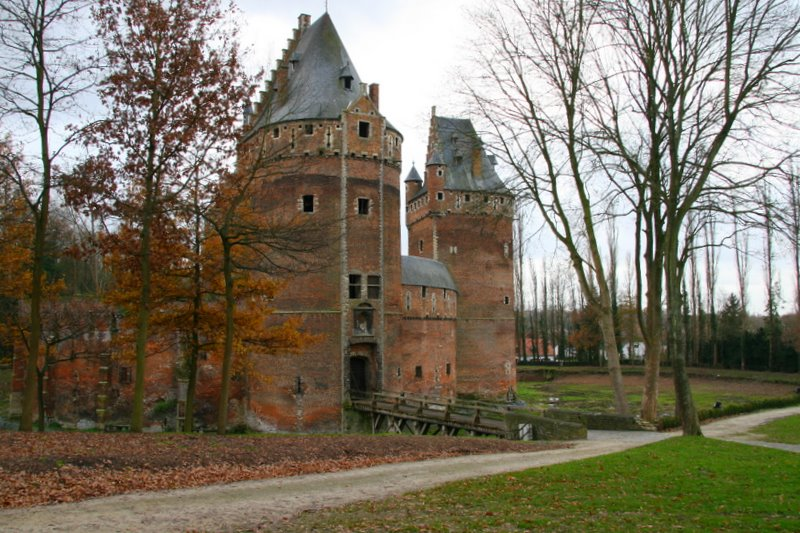
A kastély bejárata a vizesárok felett húzódó híddal

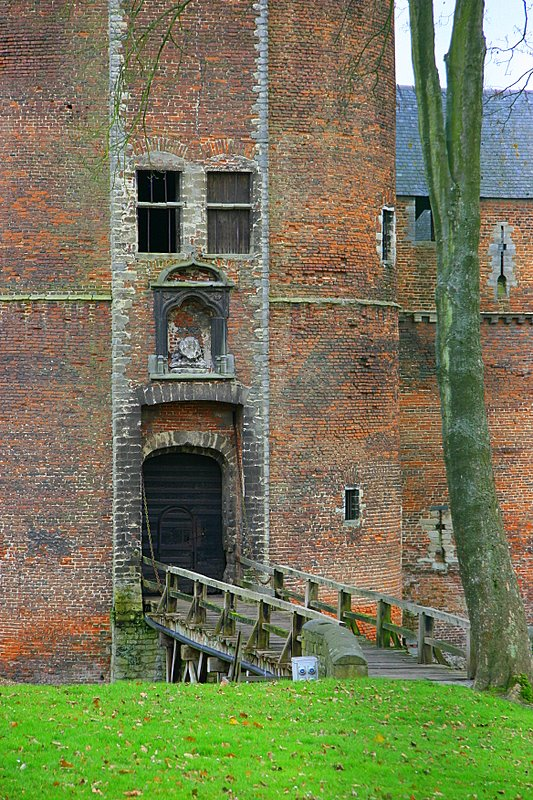
A kapu közelről

A Beerseli kastély, azaz hollandul a Kasteel van Beersel a belgiumi Beersel városában áll. Az erődítmény 1300 és 1310 között épült, Brüsszel védelmére délről jövő (elsősorban francia) támadások elhárítására. A közelben található Zitter és Gaasbeek kastélyokkal együtt a Senne-folyó völgyét védte, valamint a Brüsszelt Halle városával, illetve Párizzsal összekötő utat felügyelte.
A kastélyt később maguk a brüsszeli polgárok foglalták el és rombolták le. A kastélyt jelenlegi formájában 1489-ben építették újjá. Jelenleg mint múzeum működik, szabadon látogatható. A kastély helyszínül szolgált az egyik Suske en Wiske képregényben (címe „De schat van Beersel” , azaz „Beersel kincse”).

## Története
Beersel település első ismert hűbérura Godfried van Hellebeke volt, aki a brabanti herceg udvar udvarmestere (seneschalk) volt. Az ő utasítására kezdődött meg a kastély építése 1300 és 1310 között, befejezésének éve nem ismert, de 1312-ben már állt.
A brabanti örökösödési háborúban (1356-1357) a kastély elfoglalták és a harcok során károkat szenvedett az eredeti építmény.
1391-ben Jan I van Witthem († 1404), Johanna brabanti hercegnő és férje, Luxemburgi Wenceslas udvarmestere szerezte meg a kastély, miután a hercegi pár elismerte uralmát Brüsszel városa és környéke felett. A brüsszeli városi milícia segítségével a közeli Gaasbeek kastélyát is elfoglalta, amely korábban Everaard t'Serclaes gyilkosai rejtőztek. Jan utódai hét generáción át, egészen a 16. sz.-ig birtokolták a beerseli kastélyt.
1489-ben Flandriában polgárháború tört ki Burgundiai Margit halála után és a Brüsszel városa fellázadt I. Miksa német-római császár ellen, a konfliktusban Beersel ura, Hendrik III van Witthem a császár oldalára állt. A brüsszeliek előbb lerombolták Hendrik városi házát, majd Beersel kastélya ellen vonultak Filips van Kleef vezetésével. Az első támadást Hendrik fia, Filips van Witthem sikeresen elhárította, de a második ostrom alatt a kastélyt szinte teljesen lerombolták és a helyőrség megadta magát. Ez sem mentettem meg a helyőrség kapitányának életét, Willem van Ramillyt Brüsszel főterén nyilvánosan felakasztották.
Brüsszelt ezután maga a császár vette ostrom alá és a városlakók kiéheztetésével véget vetett a felkelésnek. A császár ekkor megparancsolta Brüsszel városának, hogy Beersel kastélyát építsék fel Hendriknek, illetve kártérítést kellett fizetni a lerombolt városi ház után is.
1491. május 26-án Hendrik az Aranygyapjas rend tagja lett, ezzel egy csapásra kora legtekintélyesebb nemes urai közé emelkedett, később V. Károly német-római császár kamarása volt, 1515-ben bekövetkezett haláláig. Fia, Filips († 1523) örökölte apja címeit és pozícióját. Filip unokája, II. Jan (megh. 1591) volt a van Witthem család utolsó férfi tagja. Lányának, Ernestinának házassága révén a kastély és a körülötte fekvő birtokok, köztük Beertel városai is, a van Arenberg hercegek tulajdonába került.
Ezután a kastély elhanyagolták, állapota egészen a 18. sz.-ig romlott, amikor is I. Vilmos holland király uralkodása alatt, 1818-ban pamutszövő műhelyt alakítottak ki falai között. A 20. sz. közepén jelentős beruházással felújították a kastélyt és visszaállították a középkorra jellemző védműveit is.
A kastély legkorábbi részei a 14. sz.-ból származnak, a három félköríves tornyot 1617-ben építették. A kastély maga alacsonyabban fekszik, mint Beersel városa, amely egy dombra épült, de magasabban fekszik, mint a közeli Zenne-folyó síksága. A kastély körül széles vizesárok található, falait égetett vörös téglákból emelték. Az egész építményt barna és szürke, környékbeli homokkőből faragott díszek ékesítik.
A kastély bejáratát a vizesárok felett húzódó híd és az egyik torony védelmezte.

## Jelenlegi állapota
A flamand régió kormányzata (Vlaamse Overheid) 2007 januárjában jóváhagyta a kastély felújítását, és a munkálatokkal a Karel Breda építészirodát bízta meg. A felújítás teljes költségét mintegy 1 millió euróra becsülik, ennek 80%-át a flamand kormány, a maradékot Flamand-Brabant tartomány fogja biztosítani.
Az iroda tervei alapján a kastély felújítását a vizesárok régészeti feltárásával és a leginkább leromlott állapotú falrészek alapzatának megerősítésével kezdik.

## Nyitvatartás és belépődíj
Hétfő kivételével 10:00 - 12:00 óra és 14:00 - 18:00 óra (március 1. - november 15. között)

2,50 € - felnőtteknek

1,25 € - 12 év alatti gyermekeknek és 65 év feletti időseknek

1,00 € - min. 15 fős csoport résztvevőinek